# Килтернан

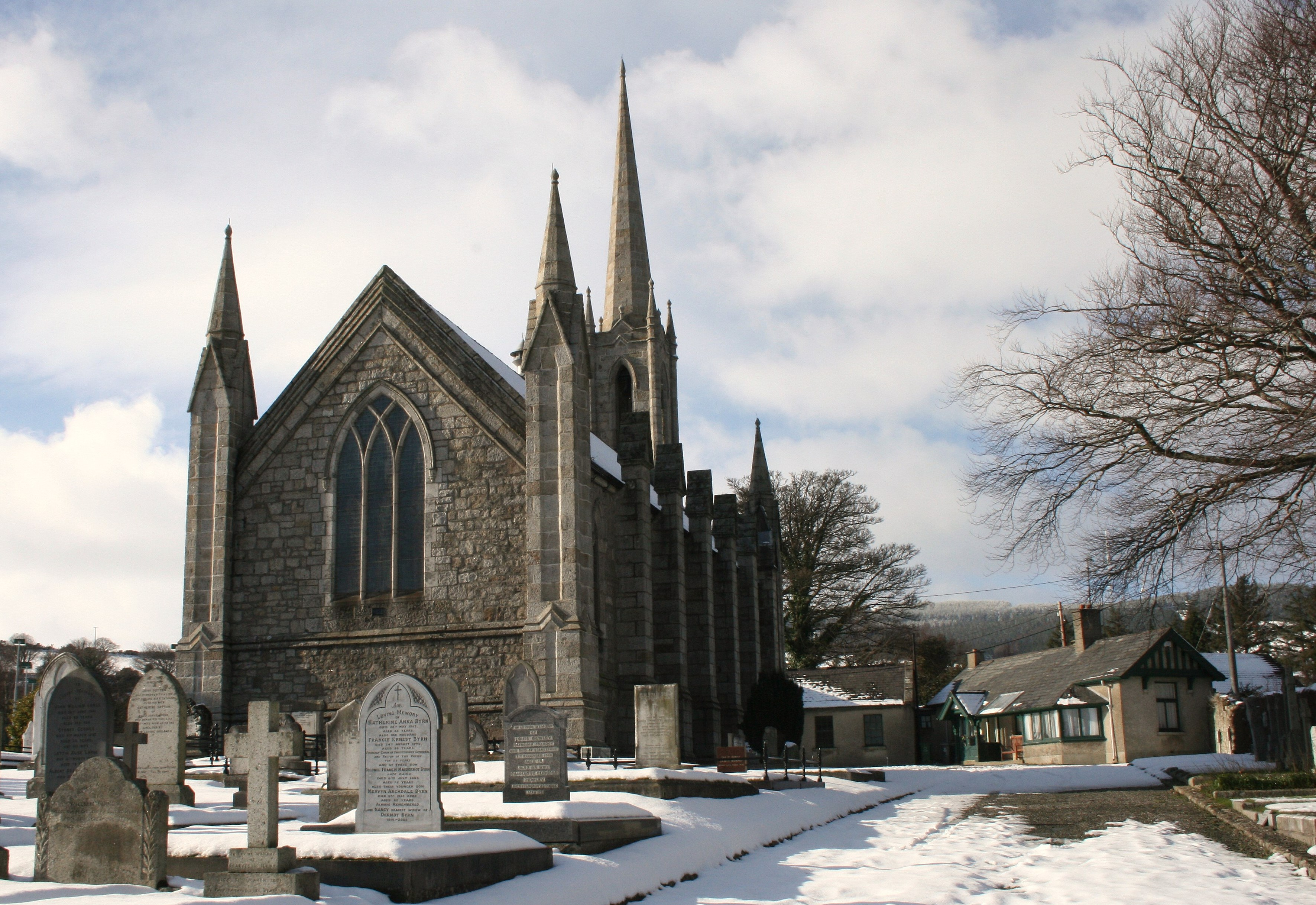
Церковь Ирландии в Килтернане

Килтернан (англ. Kilternan; ирл. Cill Tiarnáin, «церковь Тернана») — пригород в Ирландии, находится в графстве Дун-Лэаре-Ратдаун (провинция Ленстер) у пересечения дорог R117 и R116.